# Несторијанство
Несторијанство је назив за скуп теолошких учења која је заједно са својим истомишљеницима и следбеницима заступао Несторије, свргнути цариградски патријарх (428—431). Његова учења у области христологије и мариологије саборно су осуђивана у више наврата, како за његовог живота тако и касније.

## Несторијанска учења
У области мариологије, Несторије се супротстављао увођењу назива „Богородица“, за Марију, мајку Исусову, и уместо тога је предлагао назив „Христородица“. Тим поводом је наглашавао став о потпуној раздвојености Исусових божанских и човечанских својстава. Због овога су га његови противници оптужили да подразумева две личности у Христу, божанску и човечанску. Његов главни противник био је патријарх Кирил Александријски, који је 431. године, на Трећем Васељенском Сабору у Ефесу издејствовао да Несторијево учење буде проглашено за јерес. Несторије је тада свргнут са цариградског патријаршијског трона, лишен је свештеничког чина, проглашен јеретиком и убрзо затим прогнан у манастир, где је остао до краја живота. 
Несторијево учење у области христологије, по којем у Исусу постоје две личности (грч. πρόσωπον / prosopon), божанска и човечанска, изнова је разматрано и одбачено 451. године на Четвртом васељенском сабору у Халкидону. Тада је усвојен и чувени Халкидонски Орос односно исповедање вере, у којем је изричито назначена јединственост Исусове личности.
Упркос званичним осудама, Несторијева учења су остварила значајан утицај на поједине теолошке кругове, првенствено у источним областима римско-византијског Оријента, а потом су стекла упориште и међу хришћанским заједницама у суседној Персији. Током времена, несторијанство је преовладало у сирско-персијској Цркви Истока, а несторијанске традиције су задржале свој значај и у савременој Асирској цркви Истока.
Током раног средњег века, сирско-персијска Црква Истока је остварила значајну мисионарску делатности, ширећи хришћанство широм азије, све до удаљених области Индије и Кине. Самим тим, у поменутим областима се ширило и несторијанство. Поглавар несторијанске сирско-персијске цркве носио је наслов „католикос-патријарх“ и столовао је у месопотамском граду Селеукији (Ктесифон), а касније се преселио у оближњи Багдад око 762. године. После монголског освајања 1258. године патријаршијски престо је померен на север Ирака. Почевши од средине 16. века, део несторијанаца се покатоличио, чиме је постављен темељ за стварање такозване Халдејске католичке цркве. Преостали несторијанци, који су задржали своја традиционална учења, реорганизовали су се у данашњу Асирску цркву Истока, која званично поштује Несторија као светитеља.